# 鈴木Solio
鈴木Solio（日语：スズキ・ソリオ）乃是日本鈴木公司自1999年起開發製造的次緊湊型高頂旅行車，此車款乃依據鈴木Wagon R發展而來，故本條目一併記述Wagon R Wide（前身）、Wagon R+、Wagon R Solio等車型。

## 概要
2002年4月臺灣太子汽車曾將第二代國產化，並於2004年以超過3萬輛的年銷售量穩居臺灣車壇小型車級距之龍頭。
由於原廠與美國通用汽車自1980年代起的合作關係，這款車的第二代曾經換牌成歐寶Agila、佛賀Agila（英國）、雪佛蘭MW（日本）；而自第三代起也換牌成三菱Delica D:2。
關於車名「Solio」在西班牙文裡具有「王座、王權」之意，至於第三代衍生車款「Bandit」在英語中則意指「山賊、盜寇」。

## 歷史

### 第一代 MA61S/MB61S型（1997年-1999年）
主條目：鈴木Wagon R

1997年 - 2月「Wagon R Wide」正式在日本推出，乃是原廠為輕型車鈴木Wagon R加大尺碼、升級動力以便跨足至小型車之級距。動力來源為1.0L直列四缸DOHC K10A型、1.0L直列四缸DOHC K10A型渦輪增壓引擎（附中冷器）等二具，內裝方面跟Wagon R不同，具有數位液晶時鐘、2DIN音響系統等；同年6月4WD車型追加四速自排變速箱。同為右駕之緣故，Wagon R Wide也曾引進香港市場銷售。
1998年 - 5月17日小改款，更改前保桿、水箱罩的造型，且追加具有運動化車身、1.0L渦輪增壓引擎的「XR」車型。同年6月4日一口氣推出「XL Limited」、「XZ Limited」特別仕樣車，前者含有液晶螢幕、鋁合金輪圈，後者則新增音響系統。

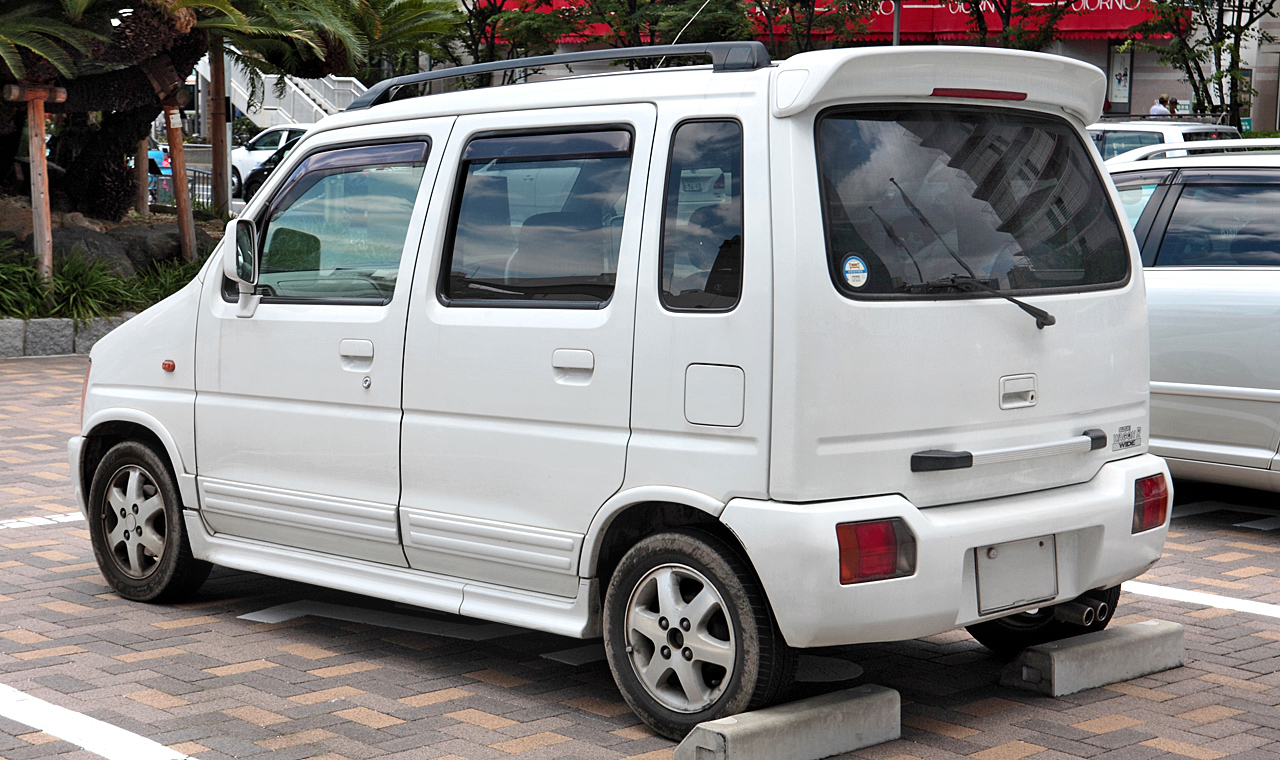
前期型車尾
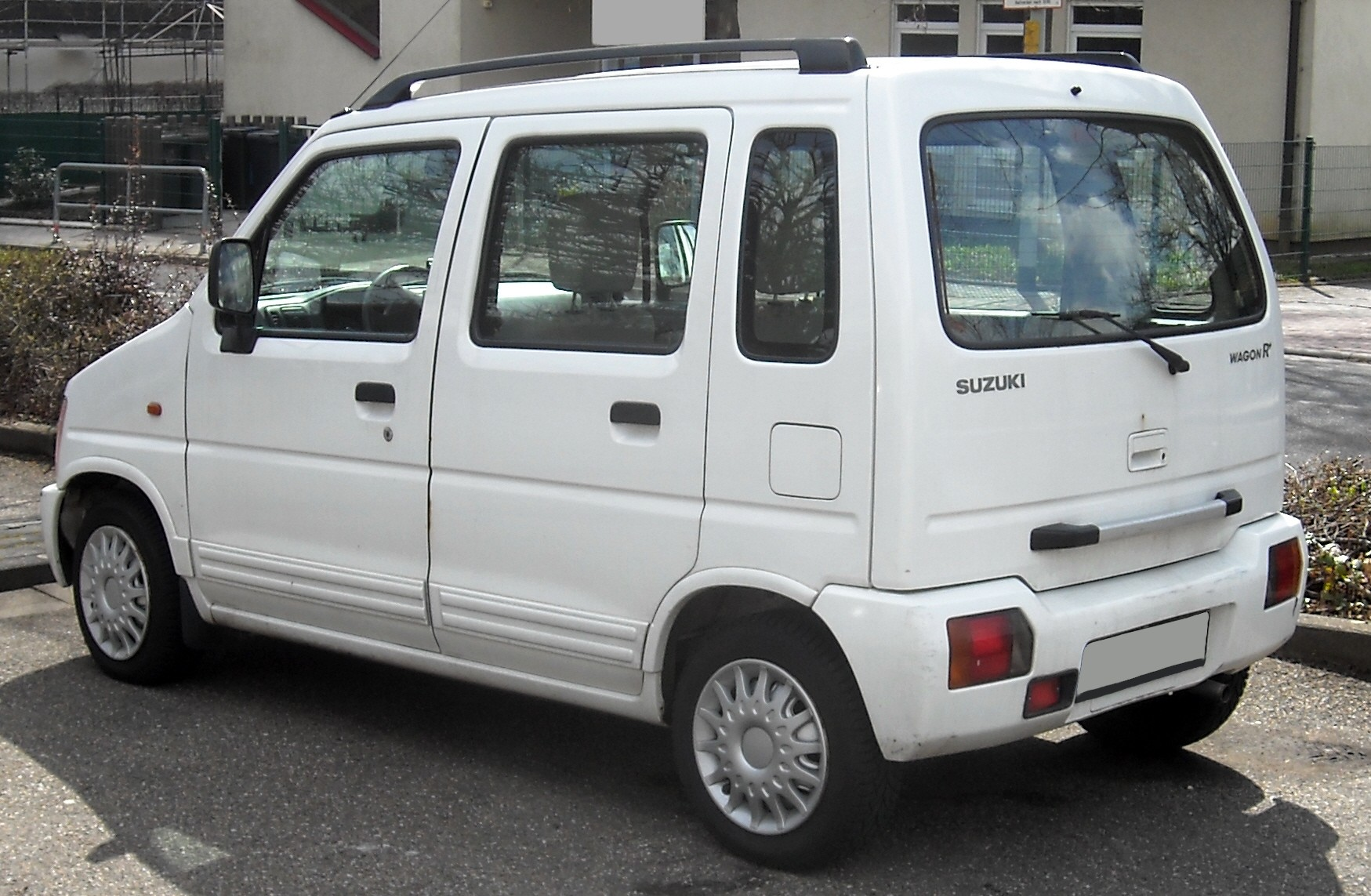
後期型車尾

### 第二代 MA63S/MA64S/MA34S型（1999年-2010年）
1999年 - 日本當地於5月24日發表大改款，並更名成原廠代號MA63S的「鈴木Wagon R+」。考量到將來在國外生產發售，採用新開發的小型車底盤平臺，動力心臟仍維持1.0L直列四缸DOHC K10A型、1.0L直列四缸DOHC K10A型渦輪增壓等二具引擎。
2000年 - 為了因應鈴木公司創立80週年紀念，5月25日推出「80週年紀念車XV Extra II」特仕車，含有MD、CD、錄音帶三合一音響系統等配備。12月2日將車名改成原廠代號MA64S的「鈴木Wagon R Solio」，並將原有的1.0L引擎提升其燃油經濟效率，新增1.3L直列四缸DOHC M13A型引擎（車輛型式為MA34S）；至於1.0L渦輪增壓引擎則廢止不用。自1980年代起與鈴木公司發展合作關係的美國汽車巨擘通用汽車，亦以Wagon R Solio為基礎推出雪佛蘭MW。除了車頭的廠徽標誌、水箱罩和空力套件造型不同，淺褐色內裝及高級音響系統亦是其差別所在。
同年度起Wagon R+進軍歐洲市場，配置1.3L M13A型引擎，由匈牙利馬札爾鈴木公司負責組裝製造。此外歐洲市場也有換過牌的歐寶Agila，卻安裝歐寶汽車自己的1.0L直列三缸DOHC Z10XE型、1.2L直列四缸DOHC Z12XE型等二具汽油引擎，以及飛雅特汽車供應的1.3L直列四缸DOHC Z13DT型柴油引擎。此外，歐寶Agila到了英國市場也換牌成佛賀Agila（因佛賀汽車同屬通用汽車集團）。
2002年 - 11月12日日本市場推出「1.3 WELL S」車型，以「1.3E」為基礎加上全車空力套件。
2003年 - 日本市場於12月12日推出「S Limited」特仕車，乃以「1.3 WELL S」車型加上運動化外觀和內裝。有趣的是，水箱罩造型竟跟最初2000年12月1.3L車型的一樣。翌年5月12日復推出「S Limited II」，實際上沒有多大改變。
2005年 - 8月17日日本市場實施小改款，除了將車名易名成「鈴木Solio」之外，同時改善引擎效能以符合新的廢氣排放標準。外觀上更換新設計的水箱護罩、頭燈組、鋁圈，1DIN CD主機成為標準配備，中控台、車門飾板、座椅表面改成米棕色。

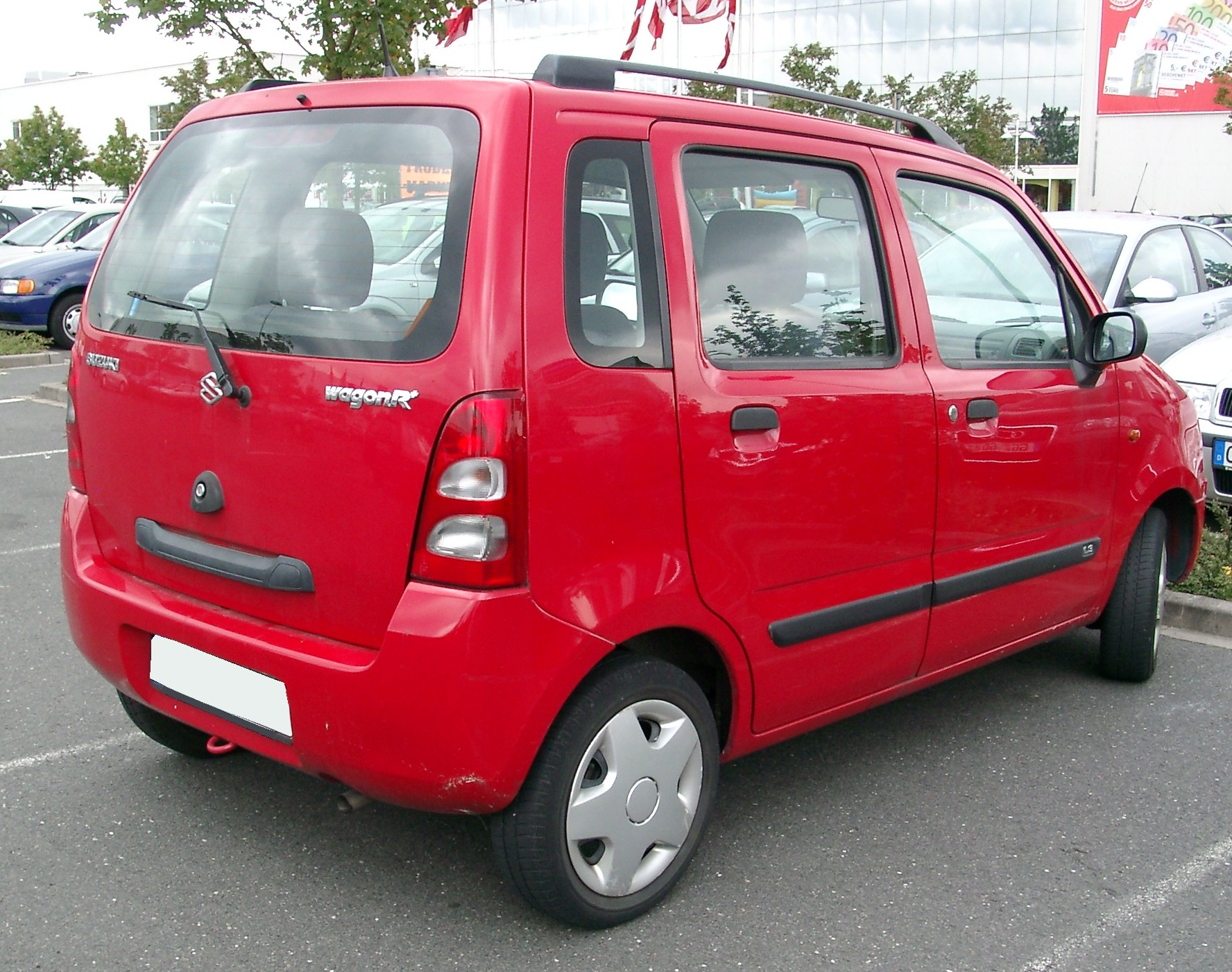
歐規Wagon R+車尾
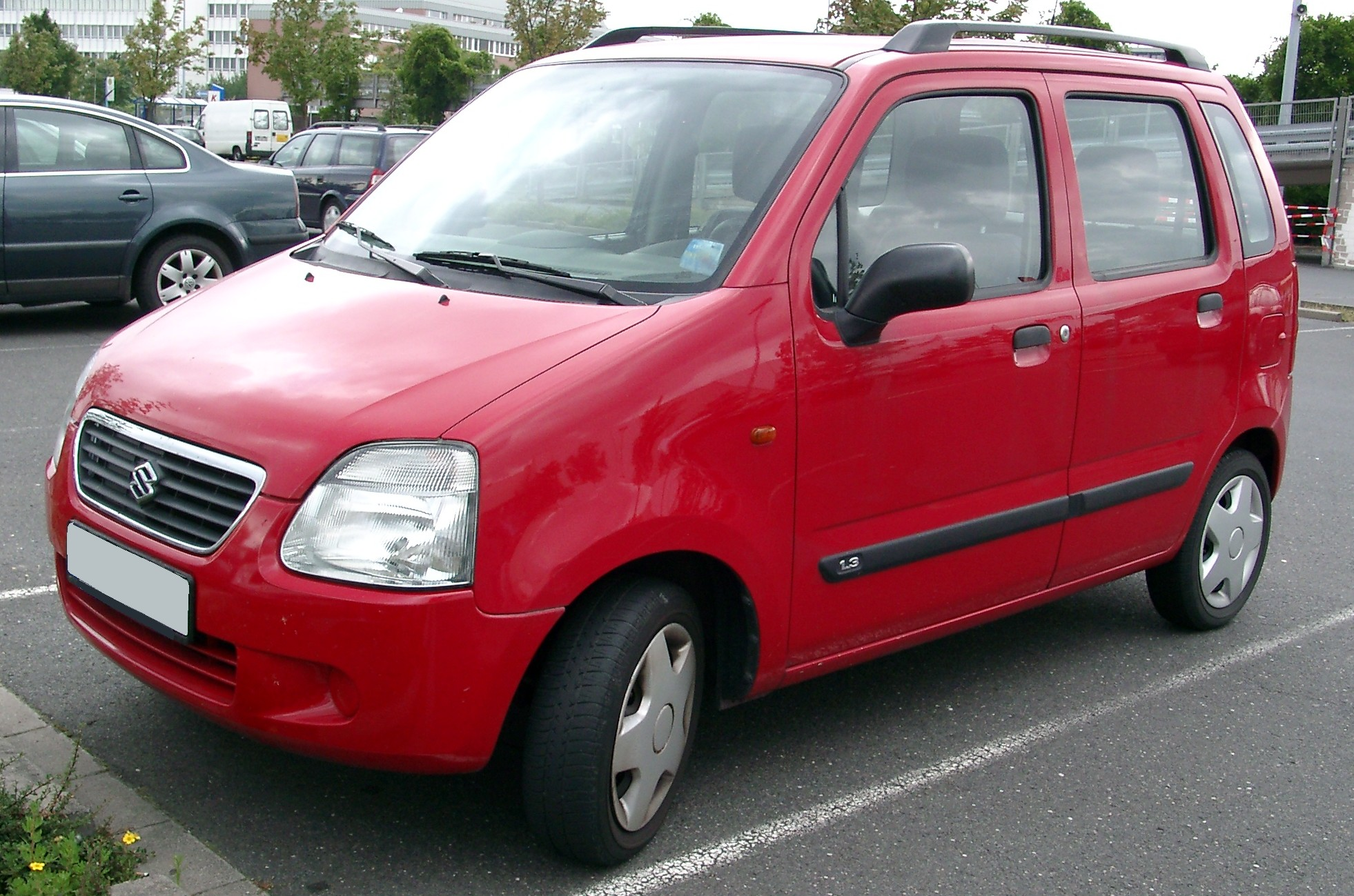
歐規Wagon R+車頭
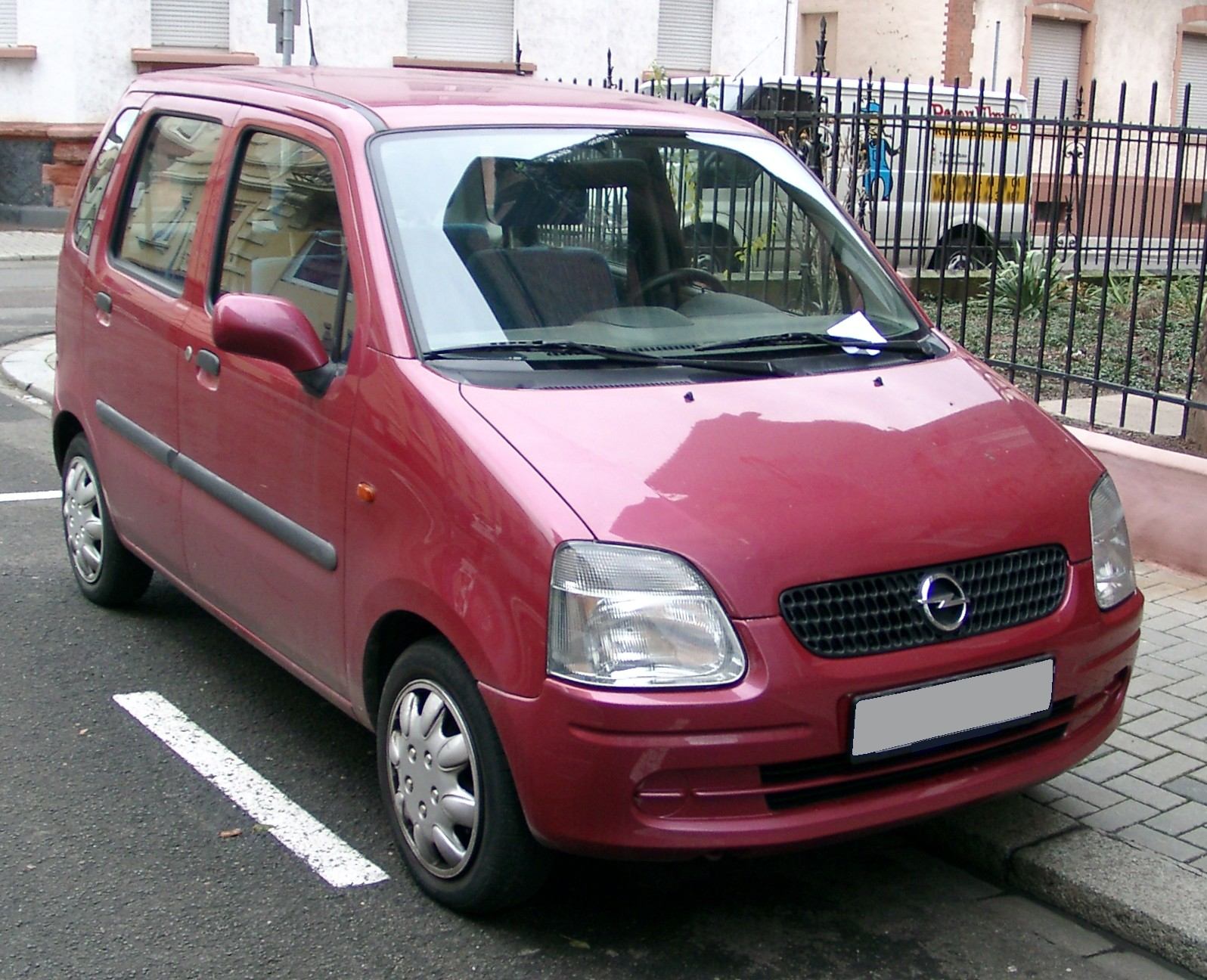
歐寶Agila車頭
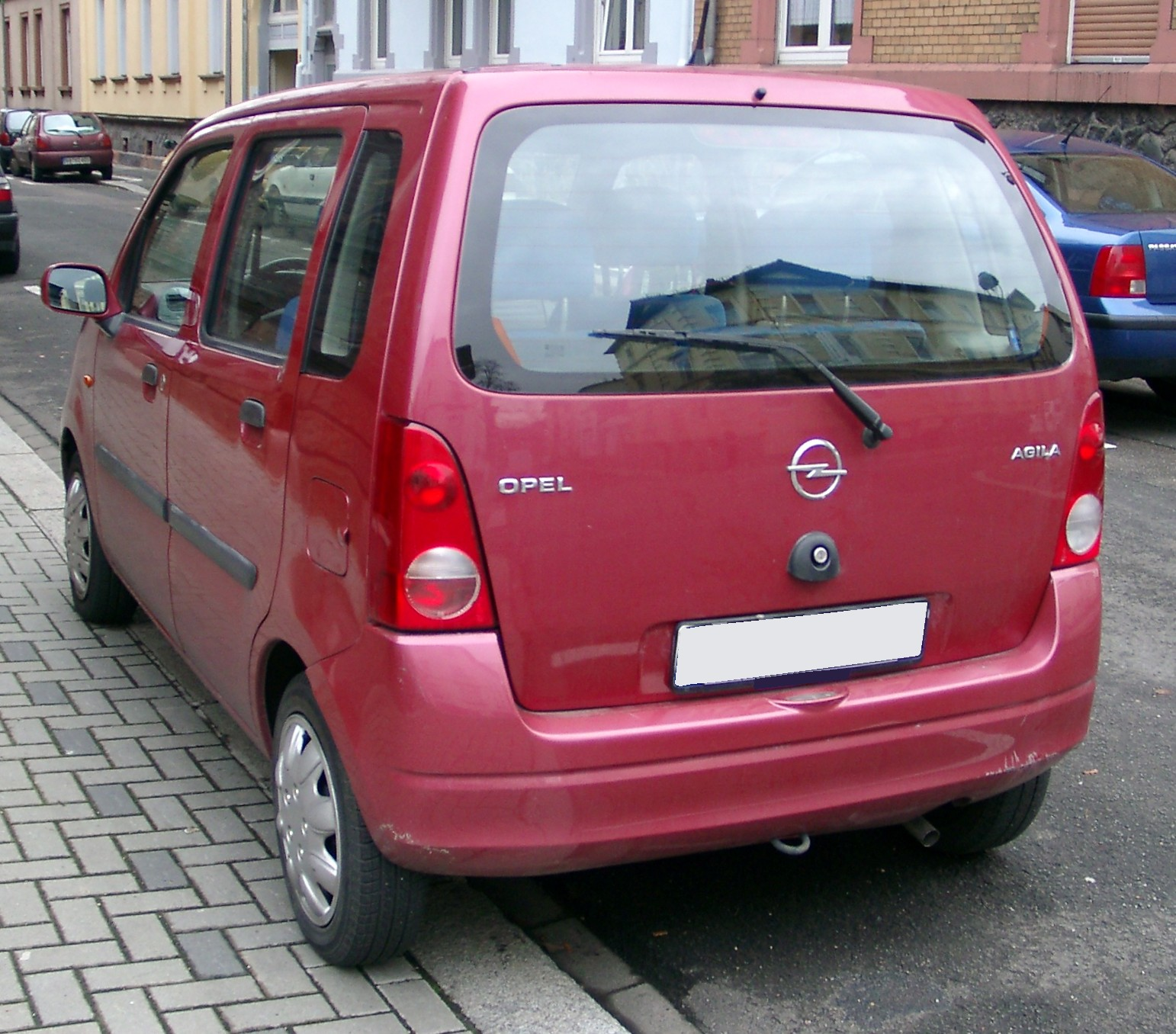
歐寶Agila車尾
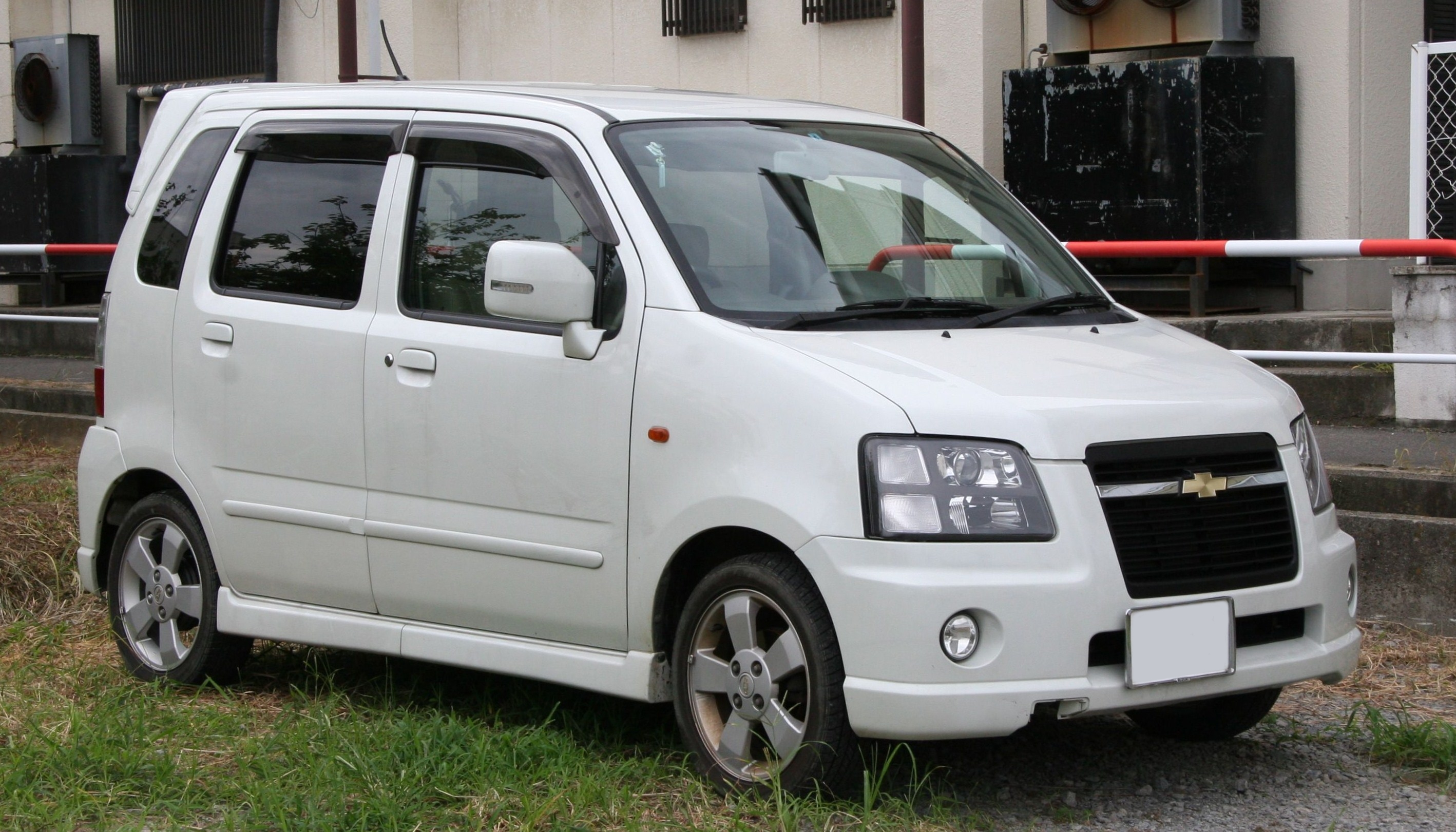
雪佛蘭MW車頭
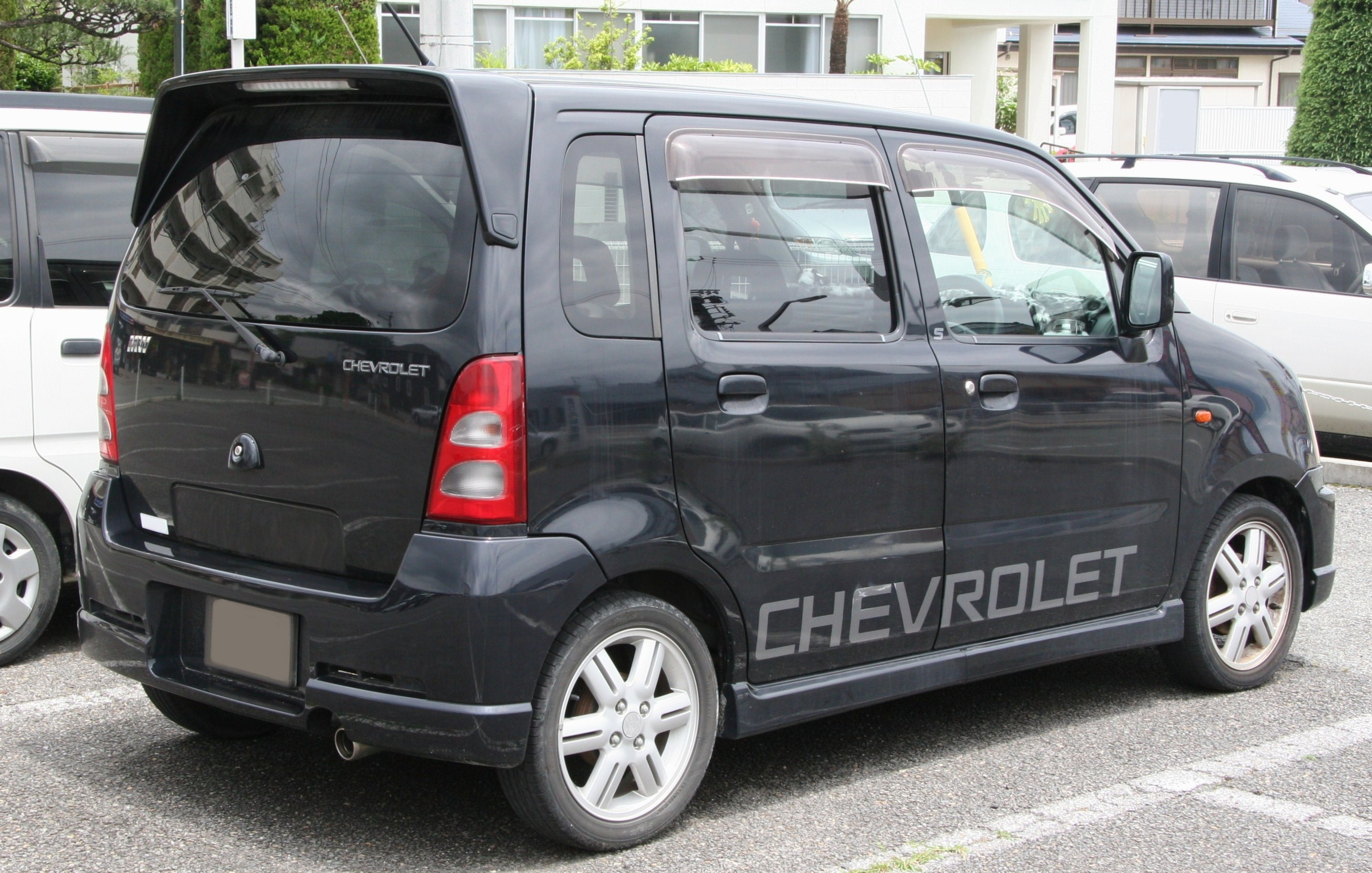
雪佛蘭MW車尾
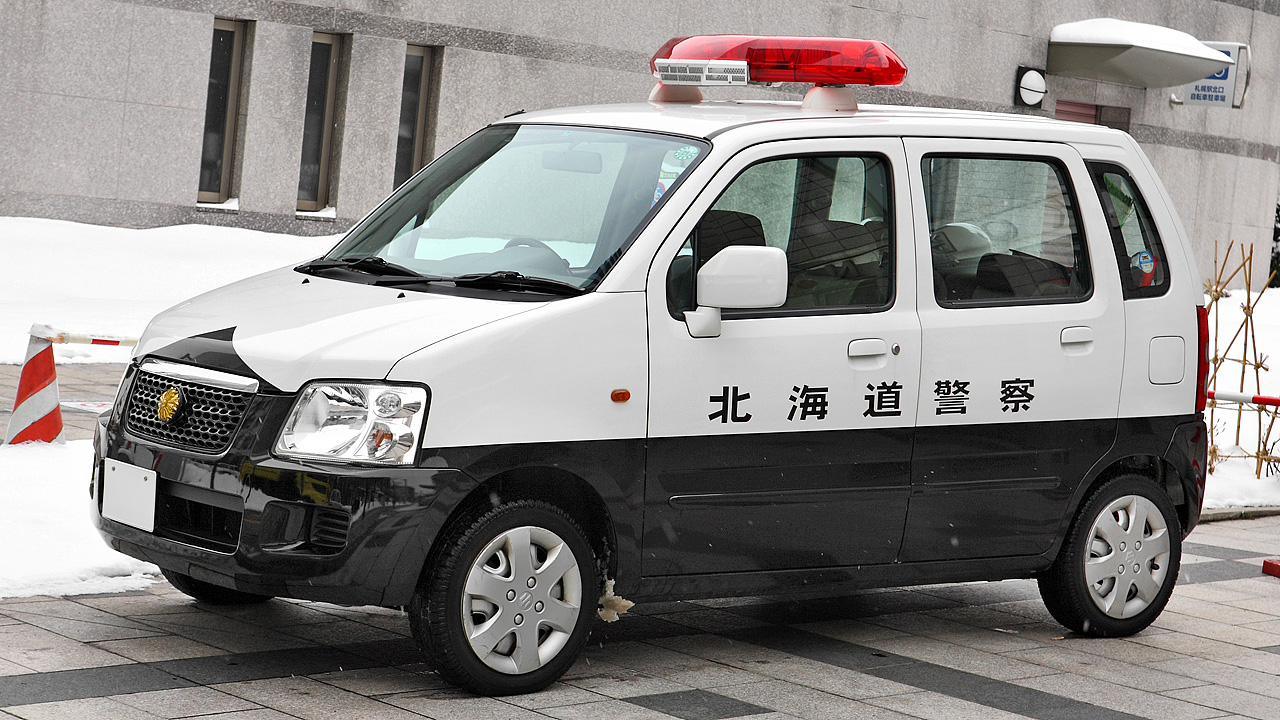
北海道警車

#### 臺灣太子汽車Solio
2002年 - 4月由太子汽車國產化的「鈴木Solio」在臺灣上市，搭載1.3L直列四缸DOHC VVT M13A型引擎，可輸出94ps / 6,000rpm的最大馬力、12.0kg·m / 4,100rpm的扭力峰值。內裝方面含有紅黑相間座椅、白色儀表、金屬調內裝飾板等，高級GLX車型並安裝衛星導航系統。這輛車推出之後，曾在2004年創下超過3萬輛的銷售佳績，並且讓太子汽車躋身臺灣第六大車廠。此外，該車廠的行銷手腕也相當靈活，後來想出拆除後排座椅、加裝鐵桿的方法獲得貨車認證，直接免除15%的貨物稅。
2004年 - 3月針對女性車主推出「鈴木Nippy」，具有圓柱雙頭燈（附自動光感應功能）、方形霧燈、不銹鋼水箱罩等配備。
2007年 - 1月推出小改款，將原有的鍍鉻水箱護罩改為辨識度更高的寬線條，並新增車頂架。內裝的飾板及排檔桿頭改成類金屬材質，方向盤改為雙色真皮，座椅改成皮質包覆類麂皮。

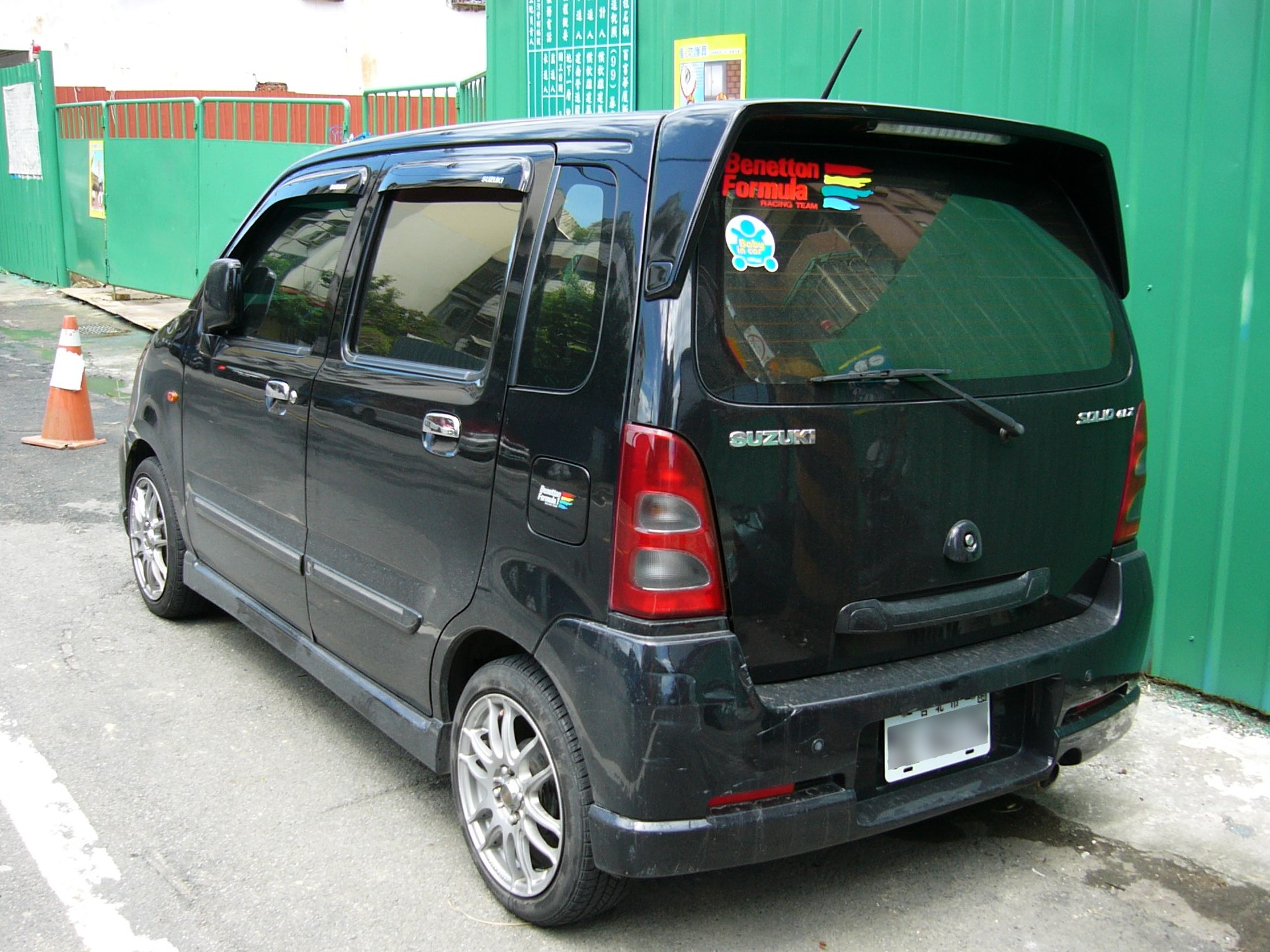
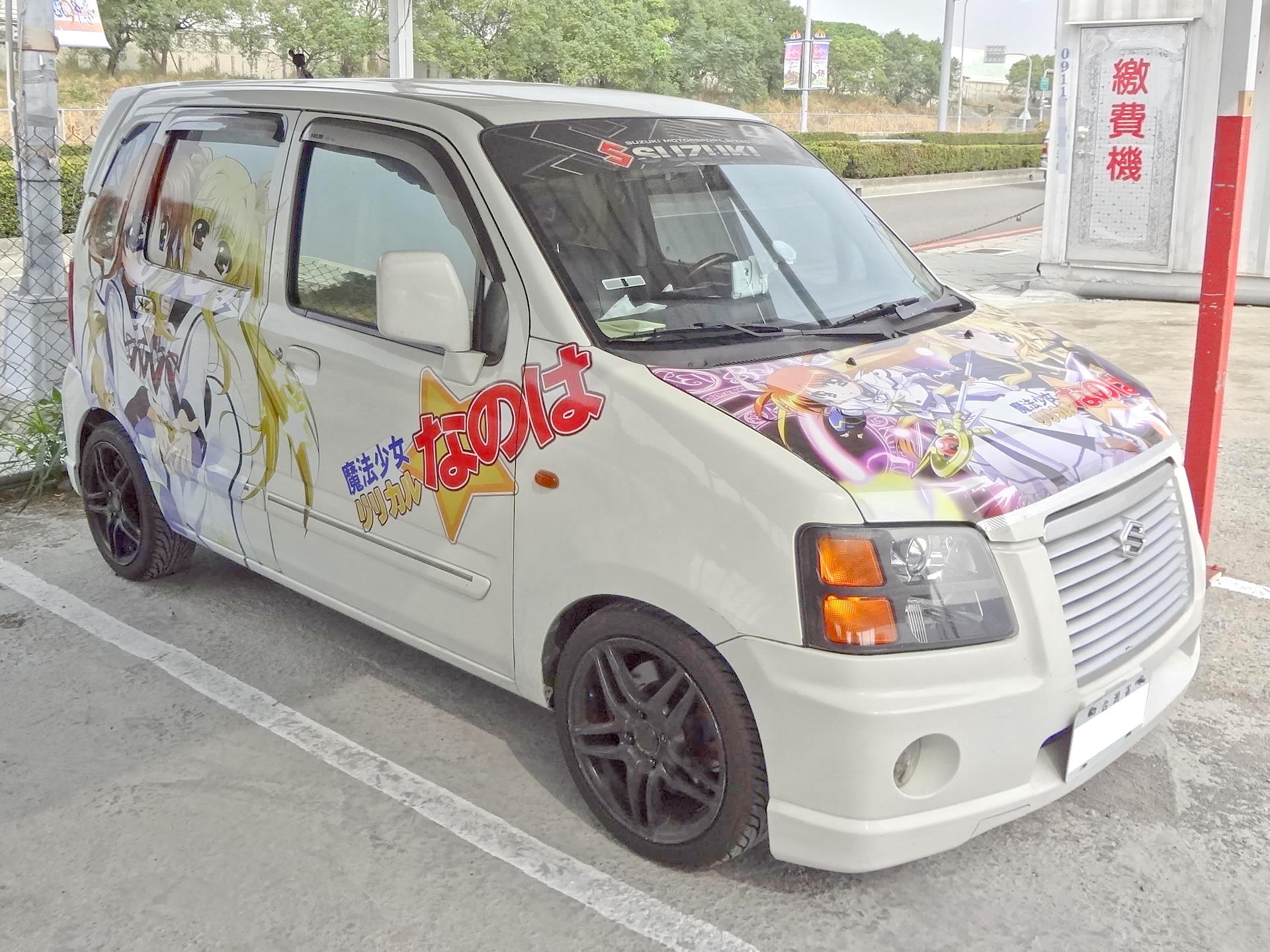

### 第三代 MA15S型（2010年-2015年）
2010年 - 12月24日原廠正式發表大改款的第三代Solio，預計2011年1月7日開始販售。為了適應都會區的用車習慣，雙後門採取滑門式設計，且沿用鈴木Palette的車門飾板等零件。依照入門或高端車型的差異，配備包括自發光儀表板、方向盤音響控制鍵、附USB與iPod輸入功能的CD音響、4.3吋多媒體顯示螢幕、倒車顯影、衛星導航系統、恆溫空調、具有冷藏功能的手套箱、Keyless感應式門鎖、Push Start引擎啟動按鈕等。動力心臟採用1.2L直列四缸DOHC吸排氣Dual VVT K12B型引擎，最大馬力為91hp / 6,000rpm，扭力為12.0kg·m / 4,800rpm，搭配具有副變速機構的CVT變速系統。底盤方面採用前輪麥花臣、後輪ITL獨立拖曳臂之結構，165/45R14尺寸的經濟環保輪胎為全車系標準配備。
2011年 - 3月10日換牌成第一代三菱Delica D:2正式上市，且僅限日本市場。基本機械結構跟Solio並無差別，只有車頭造型和廠徽標誌略為不同。
2012年 - 同為右駕環境所致，第三代Solio正式引進香港上市，動力、內裝、外觀和日規版皆相同。同年6月28日發售衍生車款「鈴木Solio Bandit」，找來偶像團體KAT-TUN擔任代言人。前保桿與水箱護罩均經過重新設計，並改為含有LED晝行燈的頭燈組。內裝鋪陳改採深色系，其餘機械結構則維持相同。
2013年 - 11月18日進行小改款，導入引擎雙燃油噴射系統，以及新開發的eNe-CHARGE減速能源再生技術（（日語）エネチャージ減速エネルギー回生技術），在汽車減速時可將引擎動力轉換成電力，提供給汽車電裝部品（如音響）使用並減輕引擎的發電負擔。

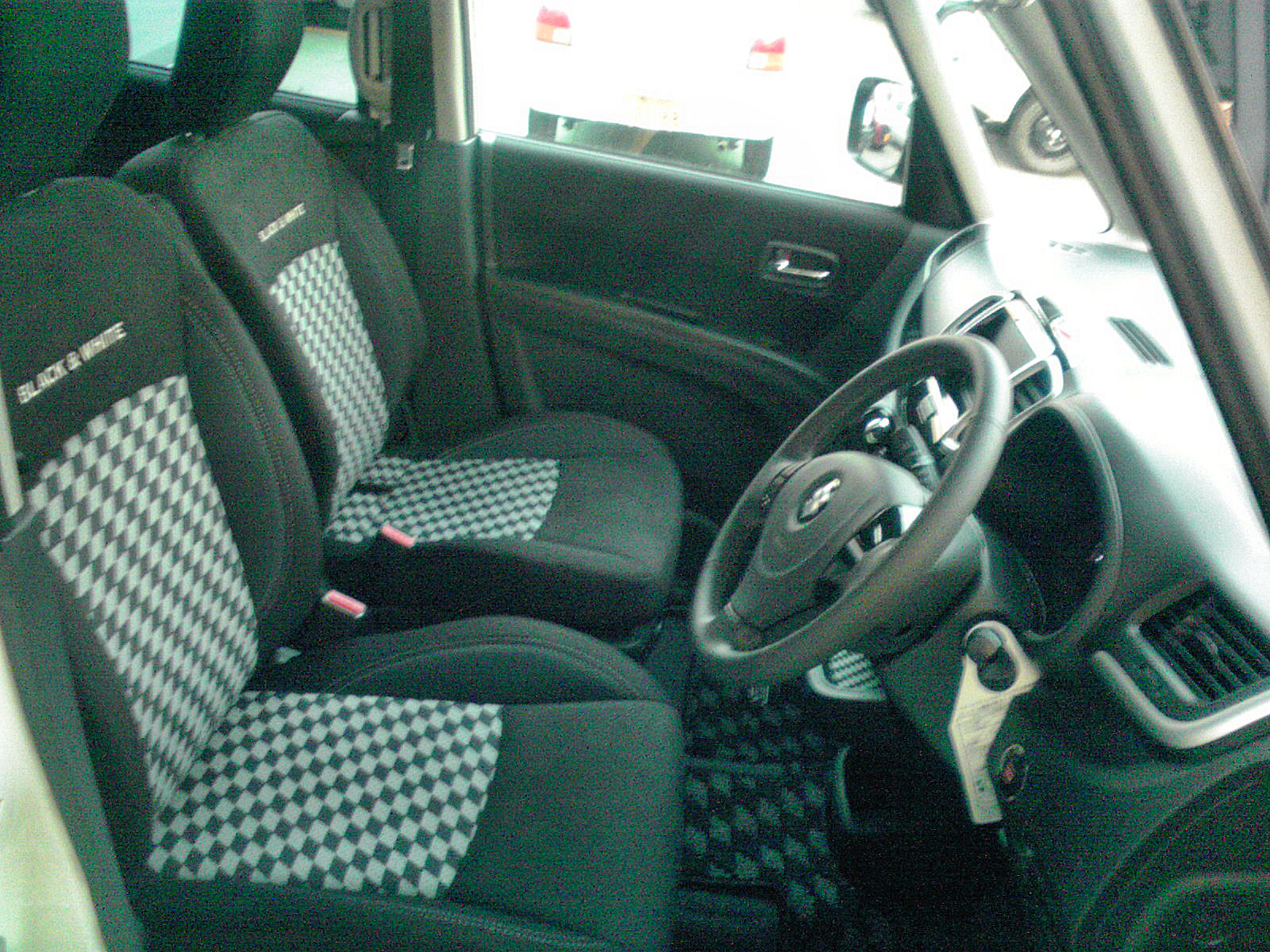
內裝
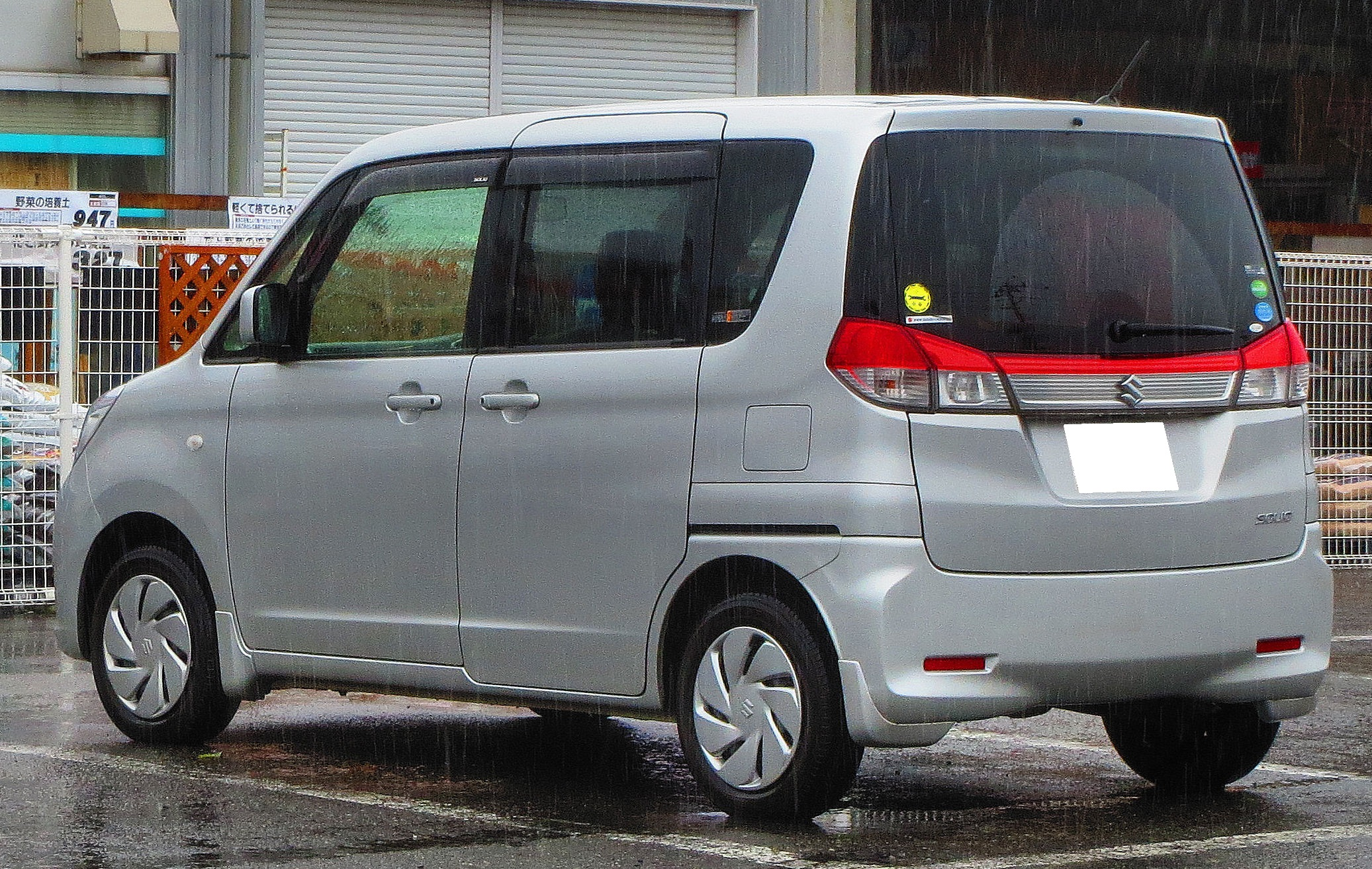
後期型車尾
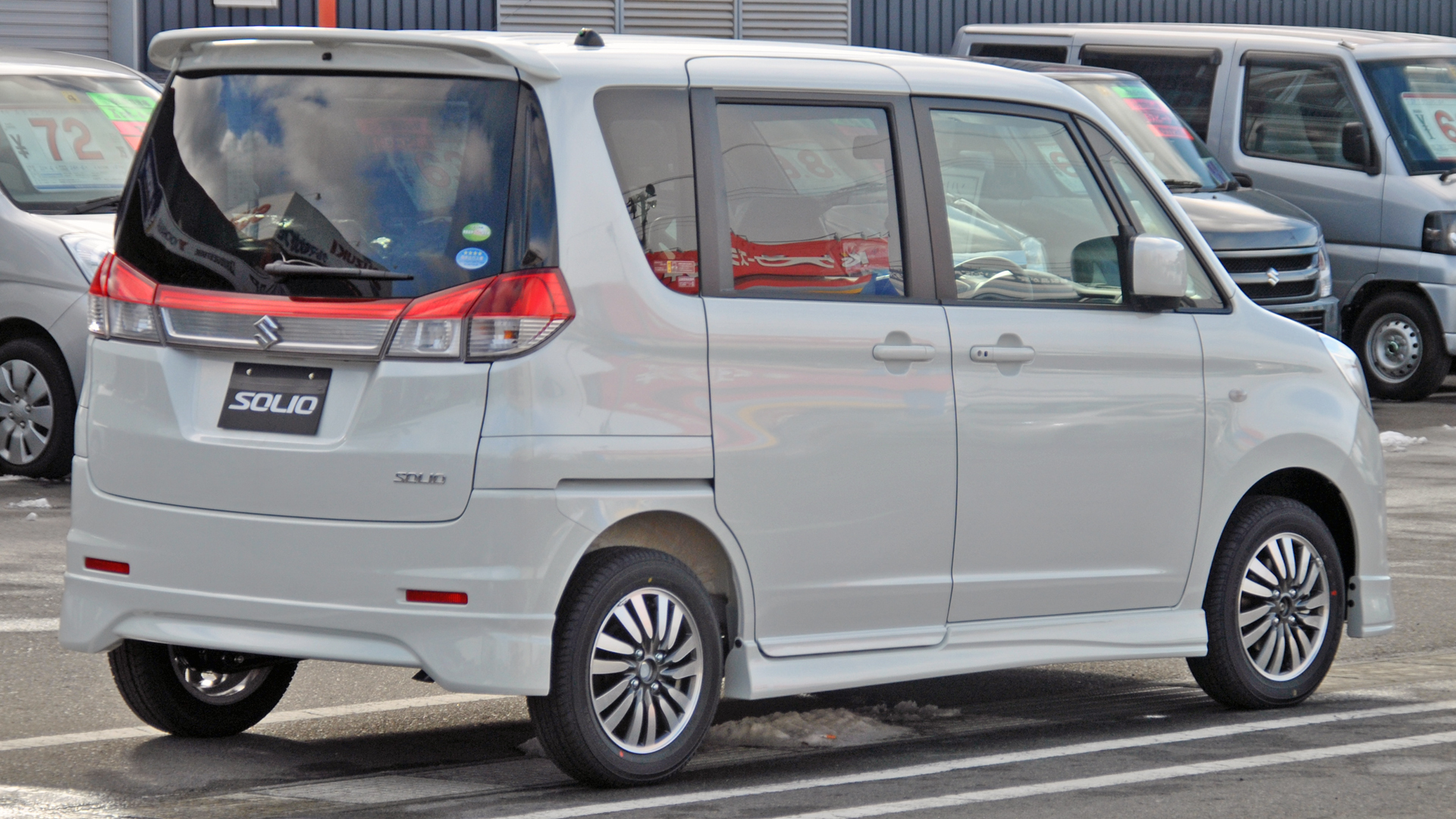
前期型車尾
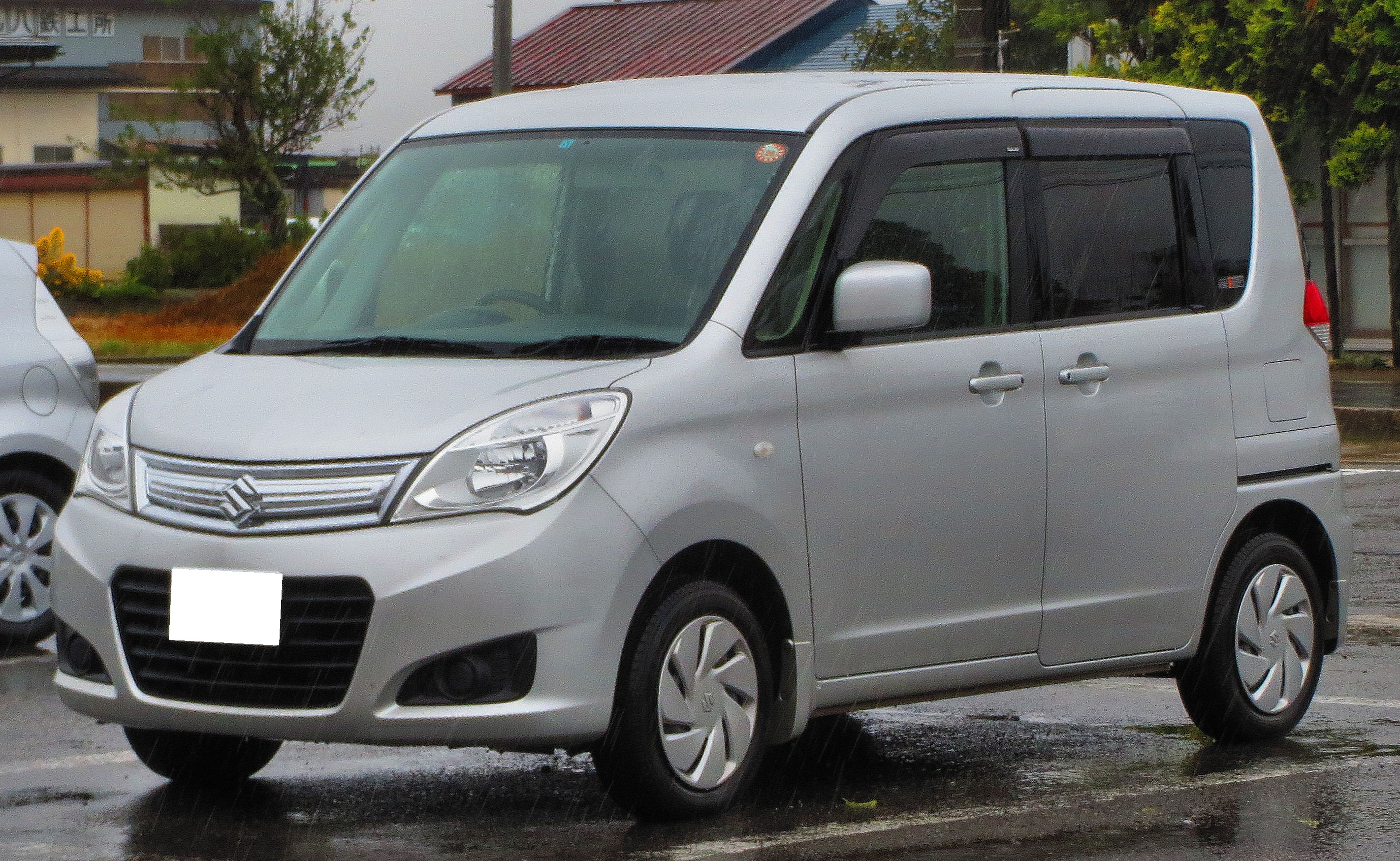
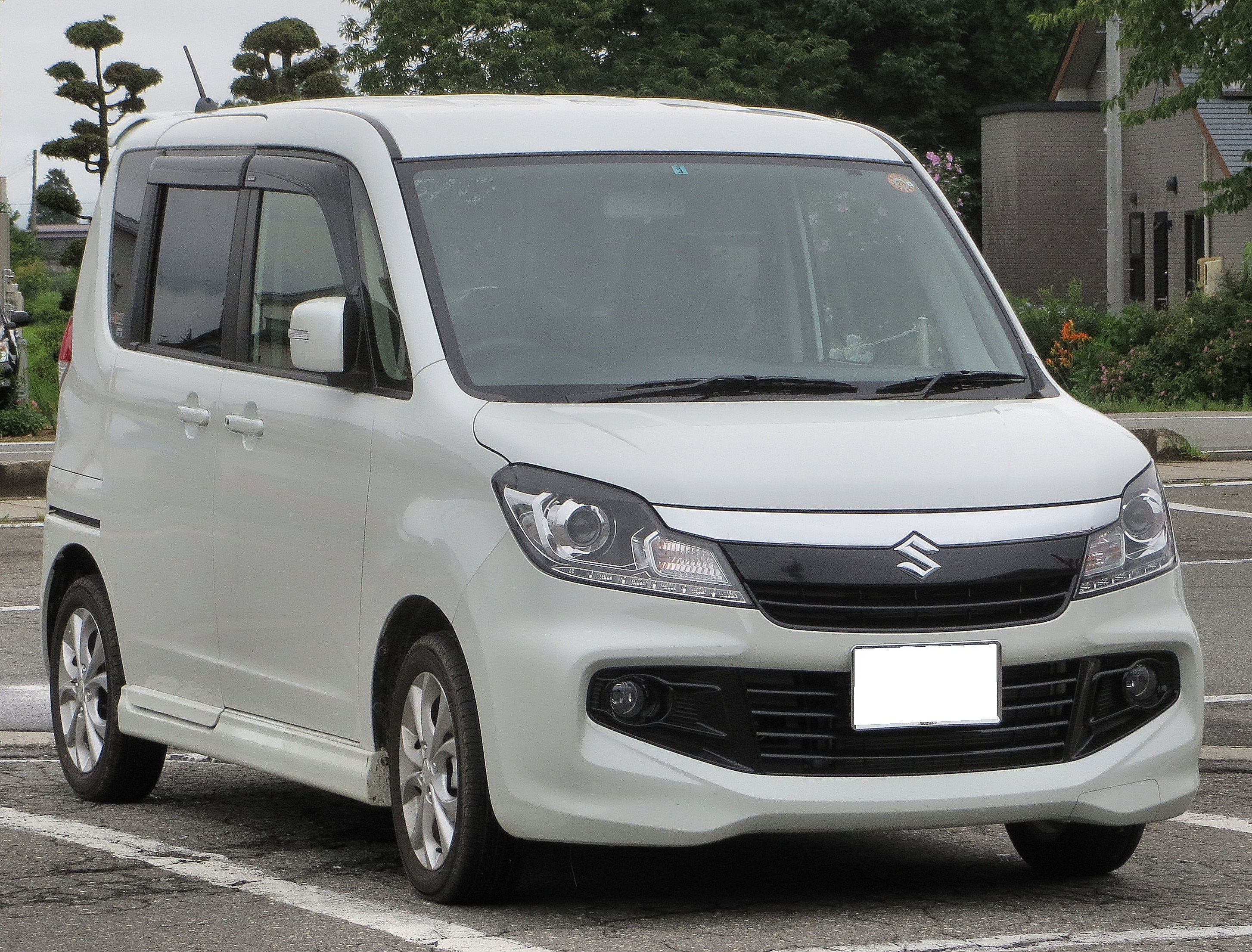
Bandit車頭
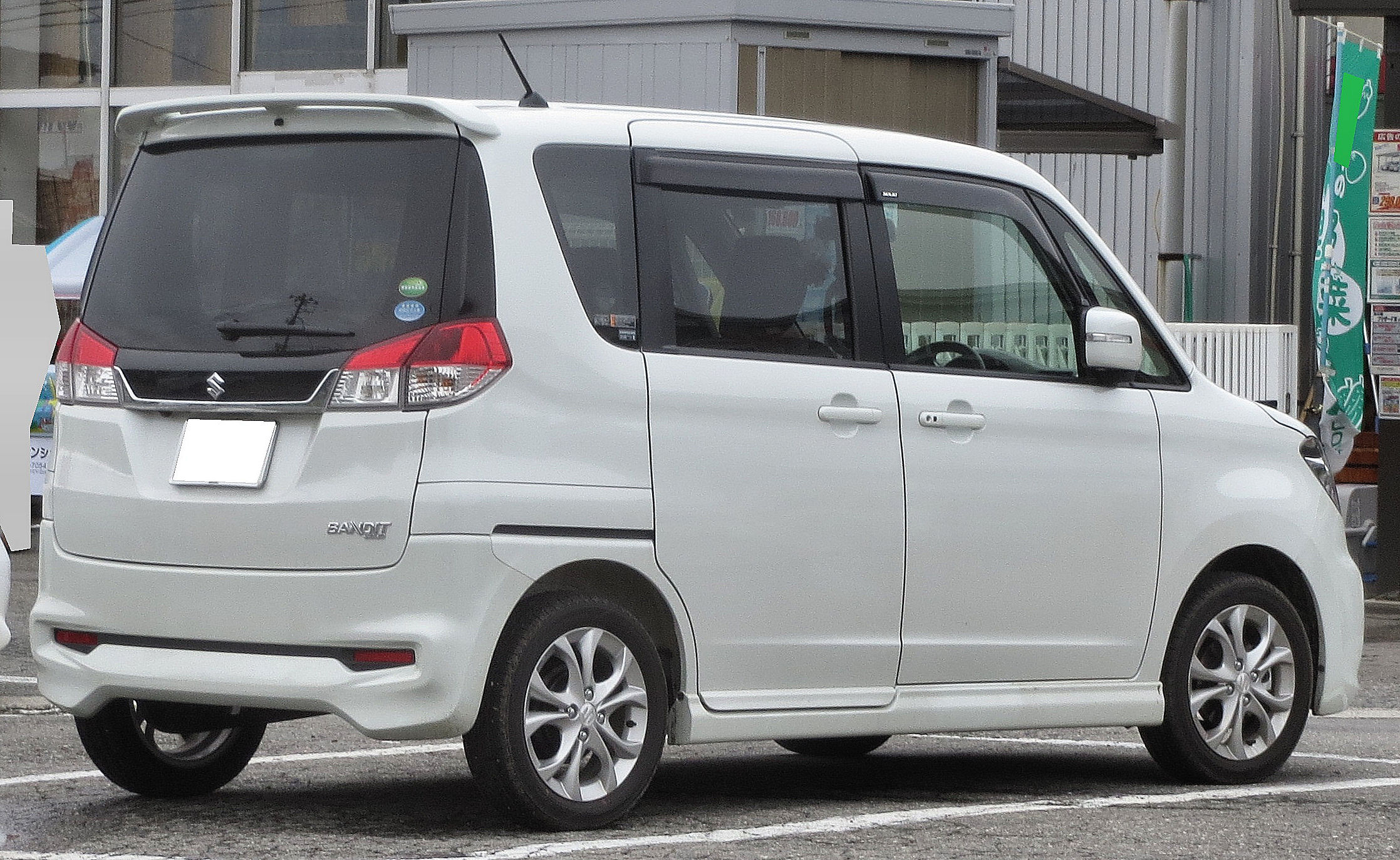
Bandit車尾
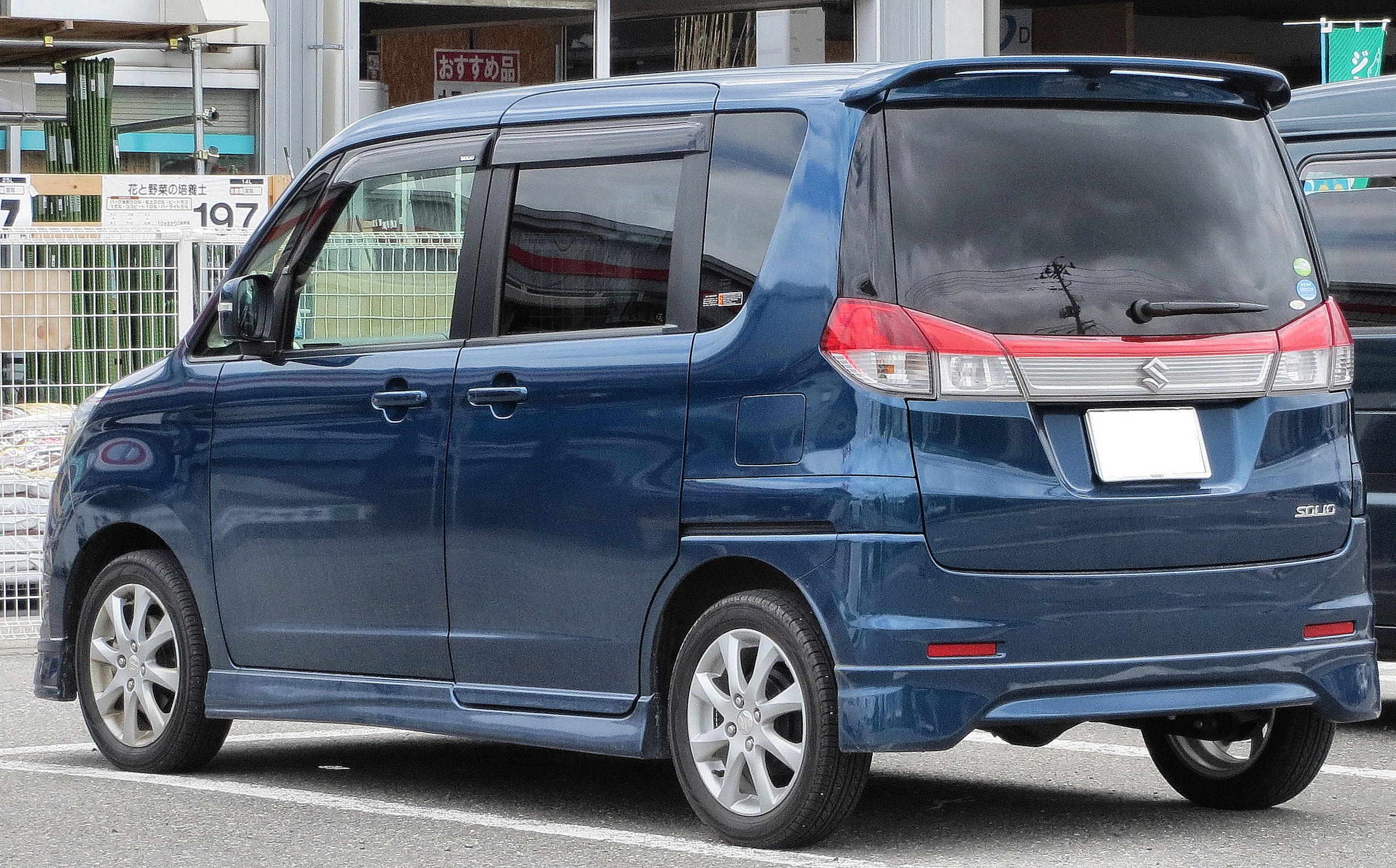
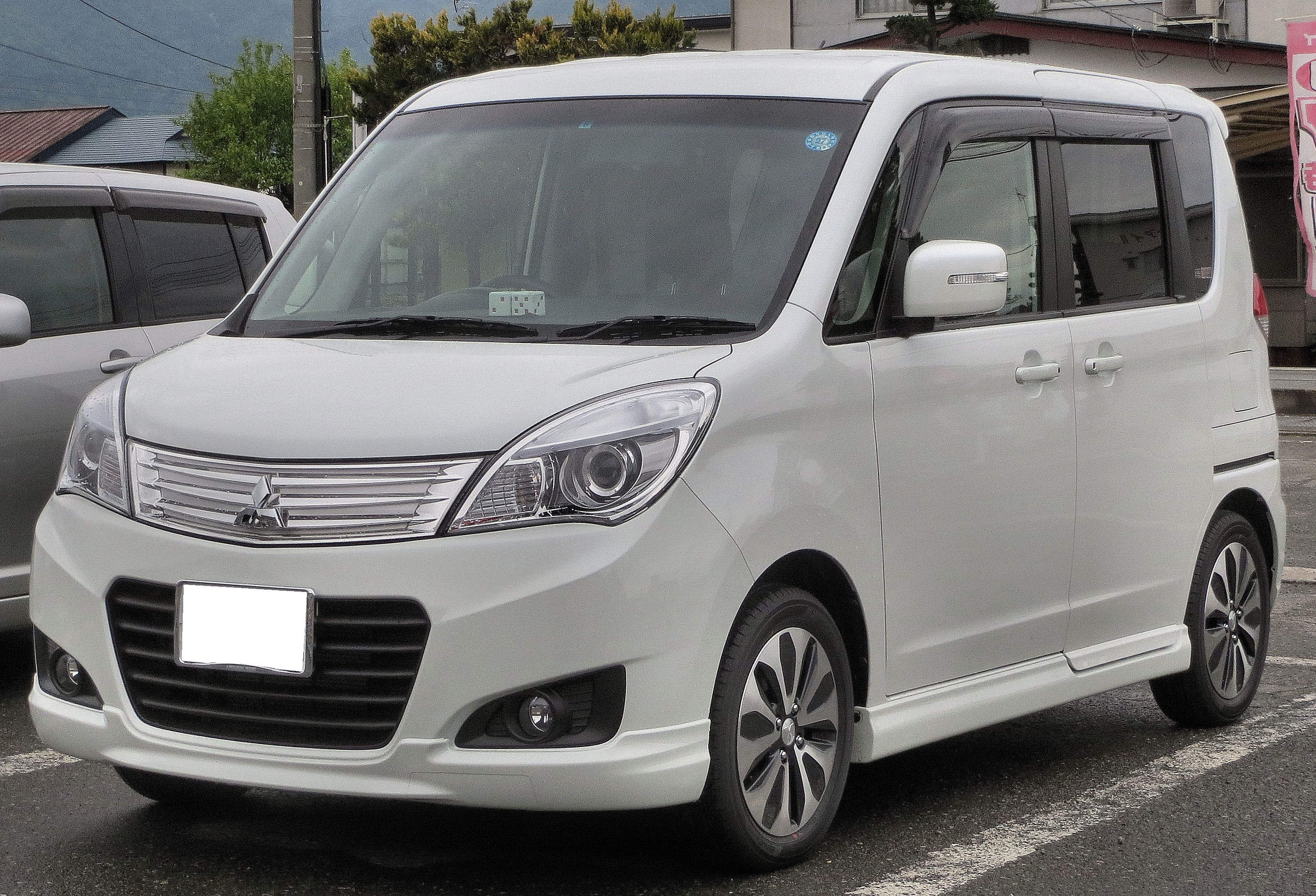
兄弟車三菱Delica D:2

### 第四代 MA36S/MA26S型（2015年-2020年）
2015年 - 8月26日原廠宣佈全新改款的第四代Solio、Solio Bandit上市，仍維持單廂高車頂的外型，軸距延長至2,480mm，使得前後乘員間距增加55mm、行李廂空間亦增加25mm。所搭載的1.2L直列四缸DOHC VVT Dual Jet K12C型引擎，可輸出最大馬力91ps / 6,000rpm、最大扭力12.0kg・m / 4,400rpm；而輔助的WA05A型直流電動馬達和鋰電池則具有3.1hp / 1,000rpm、5.1kg·m / 100rpm的功率輸出。配合CVT無段自動變速系統、eNe-CHARGE減速能源再生技術、Idling Stop怠速熄火系統、eco-cool節能空調系統、Energy Management能源管理系統等，按日本JC08模式可達27.8km/L的平均油耗表現。至於配備，則依車型不同裝配Keyless免鑰匙感應門鎖系統、Push Start引擎啟動按鈕、恆溫空調、電動收折後視鏡、加熱前座椅、觸控式多媒體系統及螢幕、多功能方向盤、摺疊式餐桌、全方位顯影系統、自動煞車系統、雙前座及側邊SRS安全氣囊、ESP車身動態穩定系統、ABS防鎖死煞車系統、EBD電子制動力分配系統等。
同年9月29日獲得優良設計獎，同時該公司的第八代鈴木Alto/第三代鈴木Alto Lapin、第六代鈴木Every/第三代Every Wagon、第二代鈴木SX4也一同獲獎。10月28日於第44屆東京車展上展出「Solio Hybrid」油電混合車，12月17日起開始換牌成第二代三菱Delica D:2，Bandit車型則OEM成「Delica D:2 Custom」。
2016年 - 11月29日推出Solio和Bandit的油電混合車，以1.2L直列四缸DOHC VVT K12C型引擎搭配亦可發電的MGU（Motor Generator Unit）永磁同步馬達、原廠首度投入本土市場的AGS自手排變速系統。100伏特高電壓之鋰離子電池與逆變器合為一體，配置在車室下方，於是車室空間和汽油版無異。切換至ECO模式時，若以每小時60公里以下的速度定速前進，便自動轉成EV純電行駛。
2017年 - 12月7日發售特仕車「Solio S Selection」，以「G」車型為基底增添電動遙控收折後視鏡、前座椅背折疊餐盤、側窗遮陽簾、後座中央扶手、nanoe功能恆溫空調、抗UV與IR染色前車窗等配備。此外，新增前座側氣囊、Suzuki Safety Support行車安全輔助系統等主、被動安全防護系統。
2018年 - 7月2日實行小改款（2型），重點在於強化主動安全的Suzuki Safety Support預防性安全技術，其中包含了停車油門誤觸緊急抑止輔助、車道偏離警示、車輛碰撞預警、自動遠光燈切換以及巡航車距自動維持等功能；「Solio Hybrid MZ」與「Hybrid SZ」兩種車型新增車側安全氣簾。外觀的變動上，Solio的前下氣壩增加鍍鉻飾條，Solio Bandit則是改成更運動化的前保桿造型。兩款車型變更尾門與輪圈設計，並提供2種新車色，Solio Bandit甚至可選黑色車頂的雙色設定。原本僅4WD車型搭載的副駕駛加熱座椅，下放給2WD Hybrid車型。除了「Solio G」、「Hybrid MX」以外，其他車型皆增加換檔撥片。

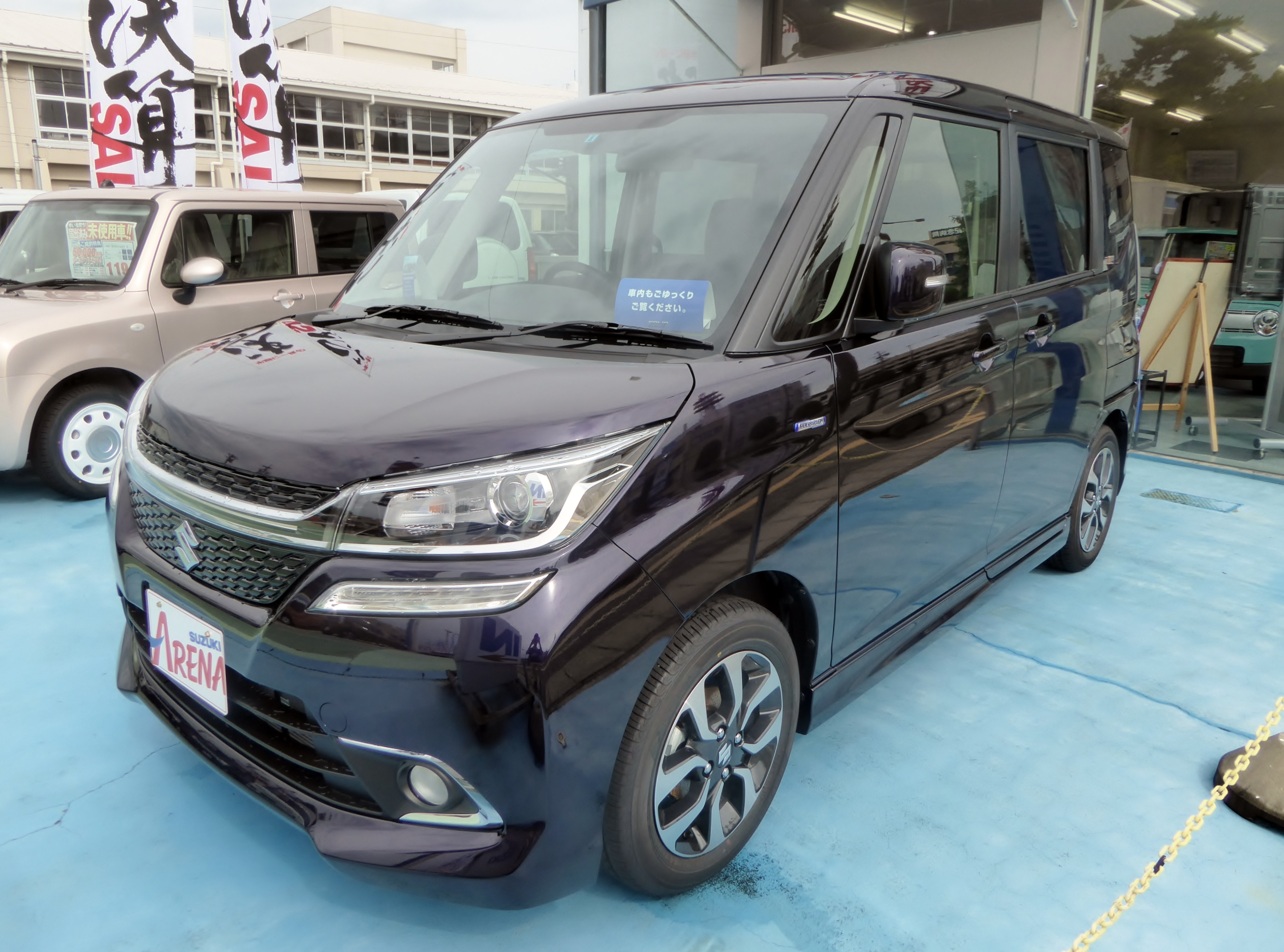
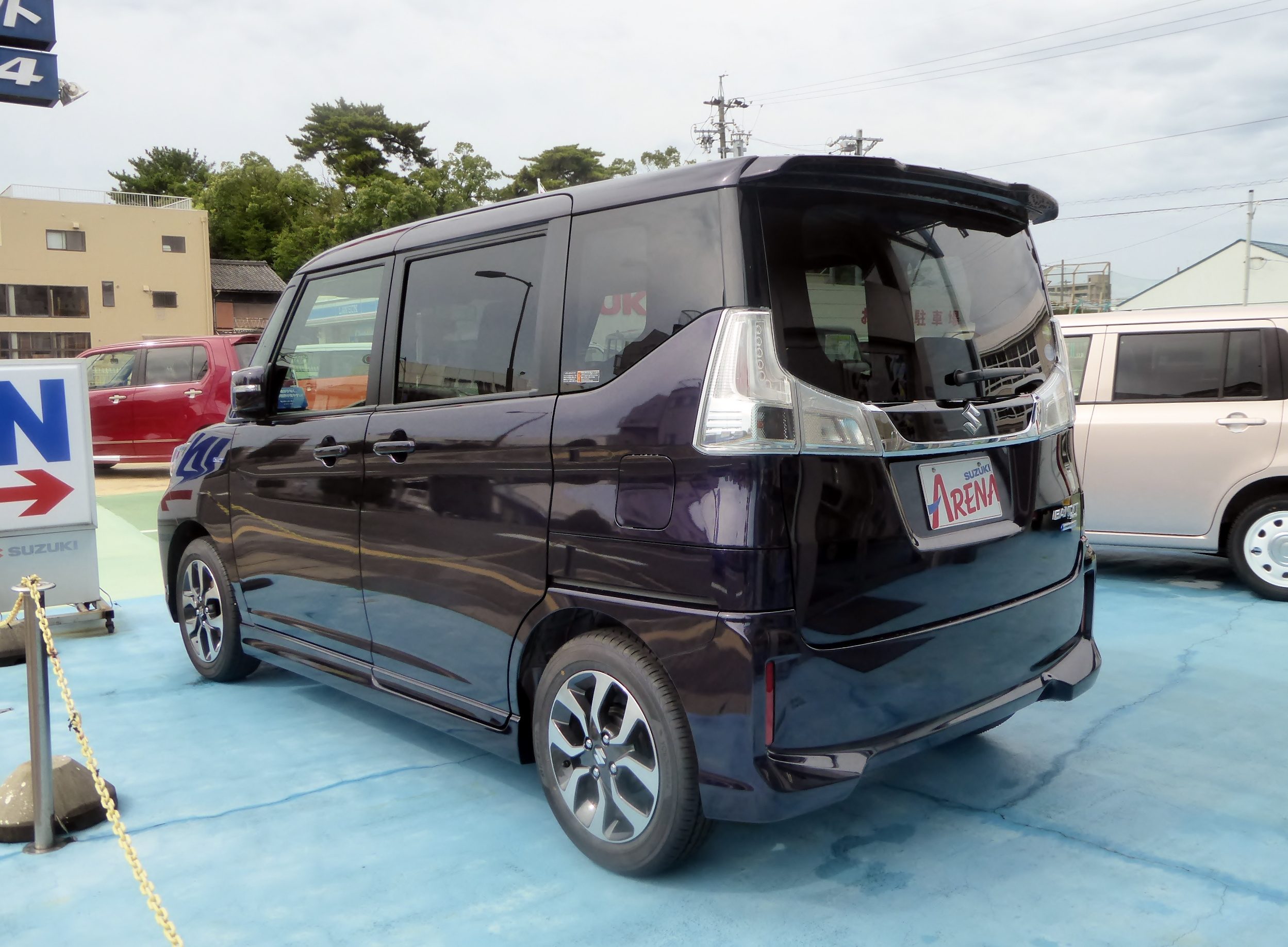
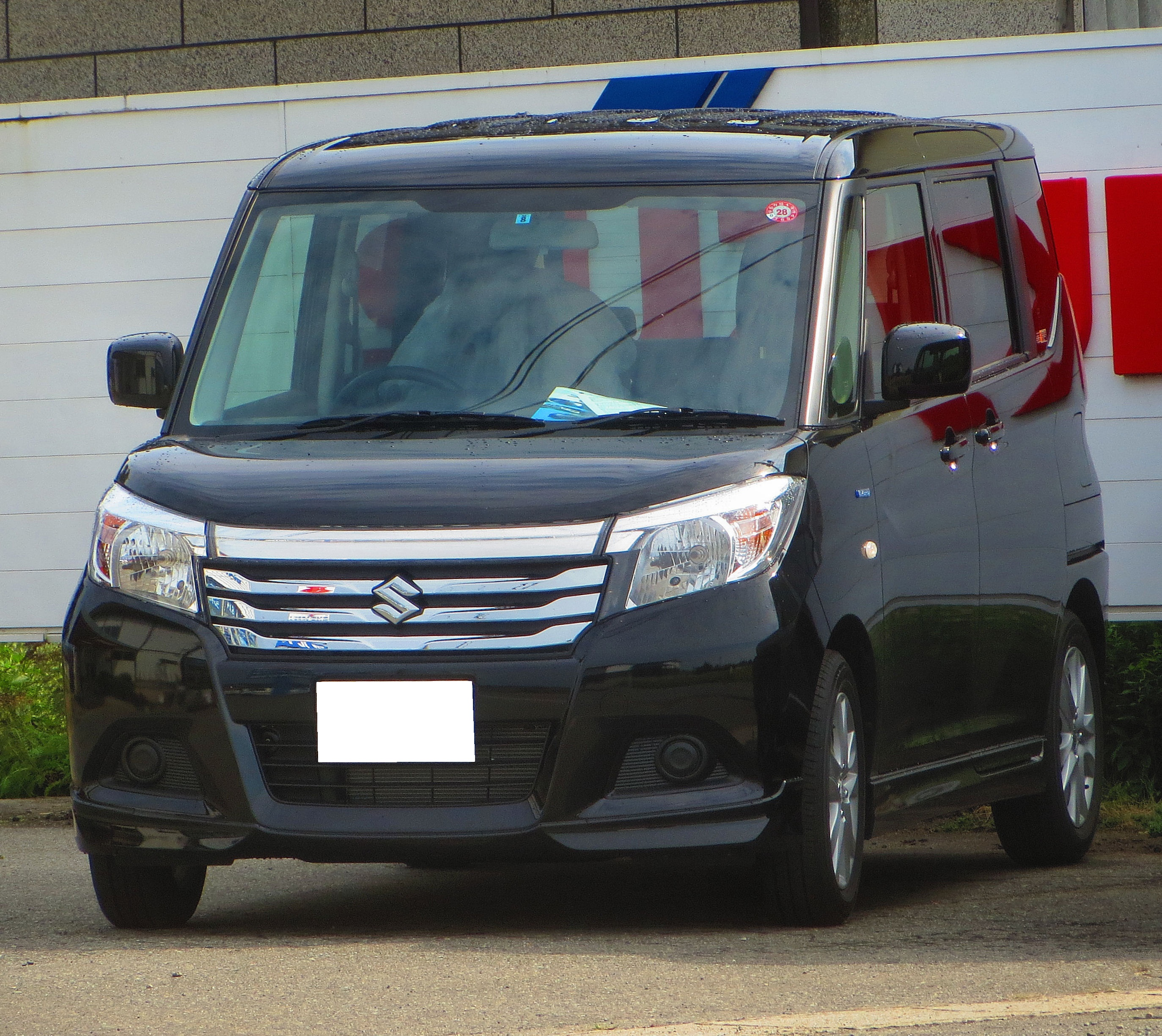
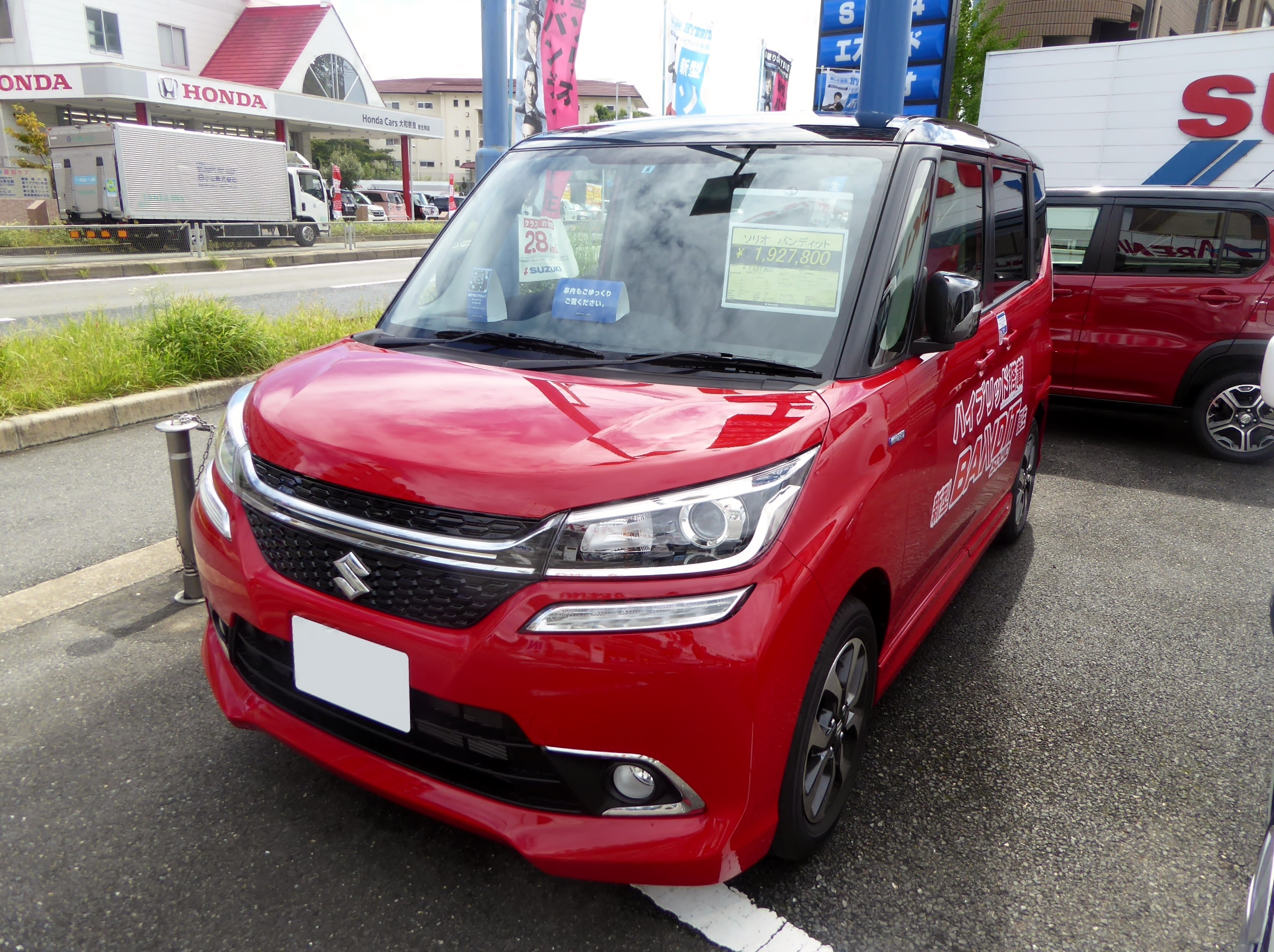

### 第五代 MA27S/37S/47S型（2020年迄今）
2020年 - 11月25日大改款的第五代Solio、Solio Bandit正式面世，車身尺寸全面加大，後座與行李廂的空間也增大。動力心臟以1.2L直列四缸DOHC VVT K12C型引擎搭配WA05A型交流同步電動機，引擎本體可輸出最大動力91hp / 6,000rpm、扭力峰值12kg·m / 4,400rpm，而電動馬達則可提供3.1hp / 5.1kg·m的最大動力，但後者僅使用於怠速熄火時提供車內電子配備所需之電力而已。2WD車型在日本JC08規範下的平均油耗為27.8km/L，而4WD車型則為23.8km/L。多功能方向盤、恆溫空調、儀錶板多功能顯示幕、液晶螢幕多媒體影音系統、Keyless系統、倒車顯影、引擎怠速熄火系統、ABS防鎖死煞車系統、ESP車身動態穩定系統以及六具安全氣囊等均為標準配備。Suzuki Safety Support主動安全系統的功能更為完整，提供RSA道路標識識別、ACC主動巡航控制、BSM車側盲點偵測、DSBS雙感知器煞車輔助、LDWS車道偏離警示、RCTA後方車側警示、Weaving Alert駕駛疲勞警示、HUD抬頭顯示器等；另外還具備前方車輛駛離警告、油門誤踩抑制系統、遠近光燈自動切換輔助系統等。頂級車型之車側電動滑門具備預約上鎖功能，空調系統導入位於車頂的室內循環器來減小前後座之間的溫差。
2022年 - 12月15日追加Solio「HYBRID SZ」及Bandit「HYBRID SV」等二種油電混合車型，搭載6Ah鋰離子電池模組與匹配5AGS五速自手排變速箱之後，使得油耗來到22.3km/L。駕駛者可依據實際行駛需求，選擇純電、一般、或運動等三種模式。
2023 - 5月10日實行部分改良（2型），除了入門「G」車型以外，其餘車型皆新設LDP車道偏離預防系統，USB插座改為Type-C規格，同時電動滑門還追加可透過遙控鑰匙預約鎖門功能。新增車色塗裝，使得Solio共有8種車色，Solio Bandit則有7種單色和5種雙色之選擇。

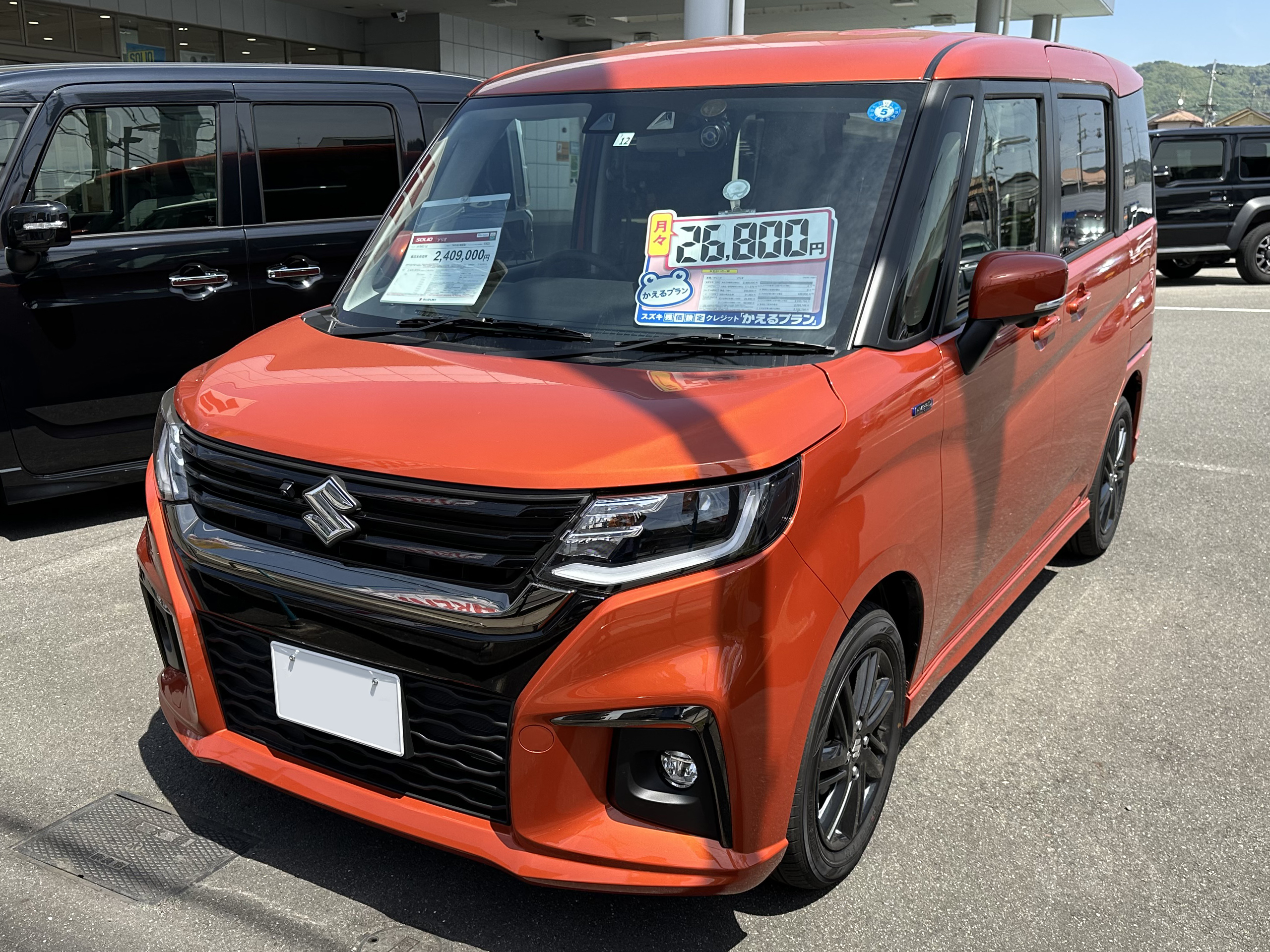
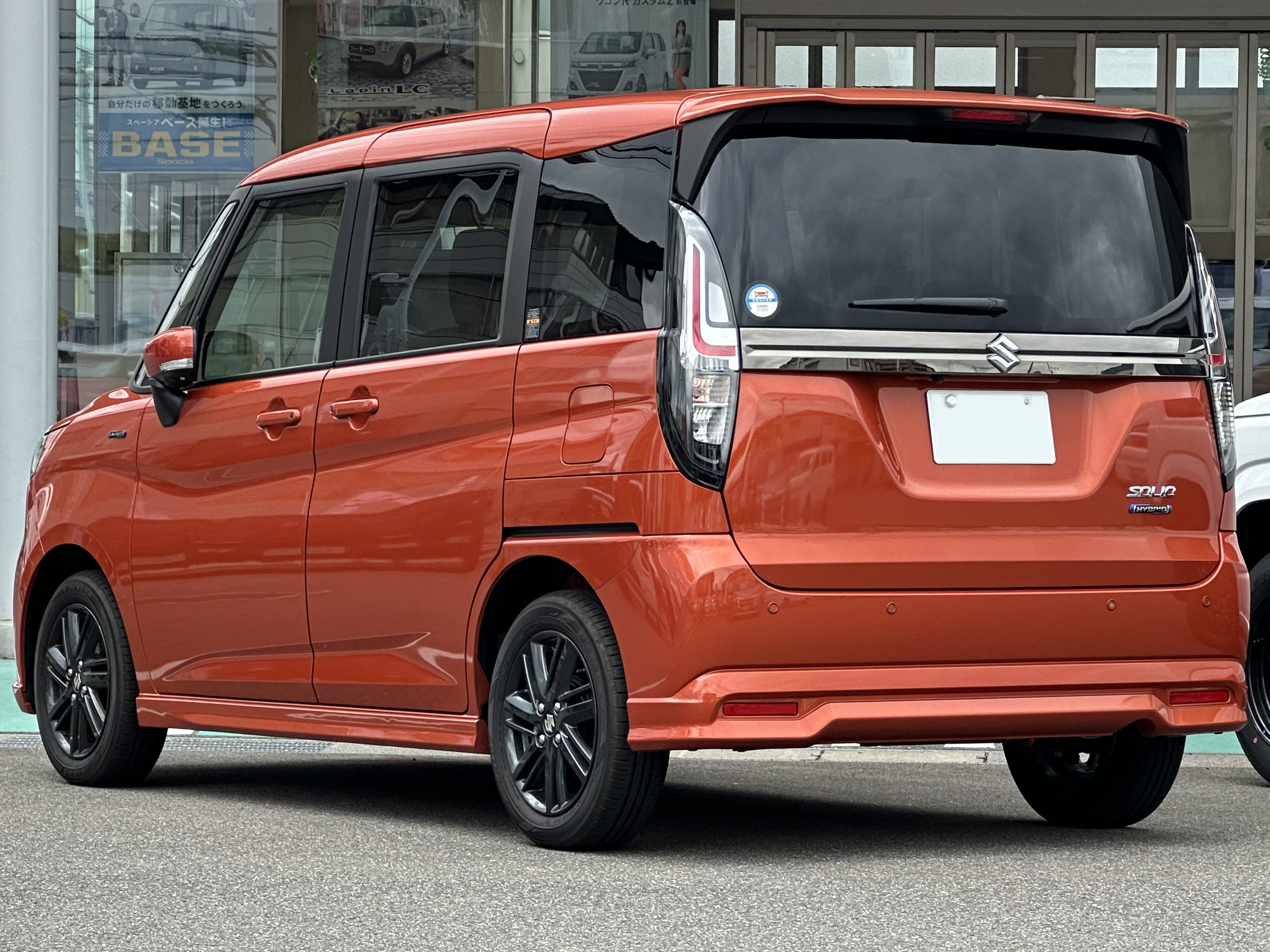
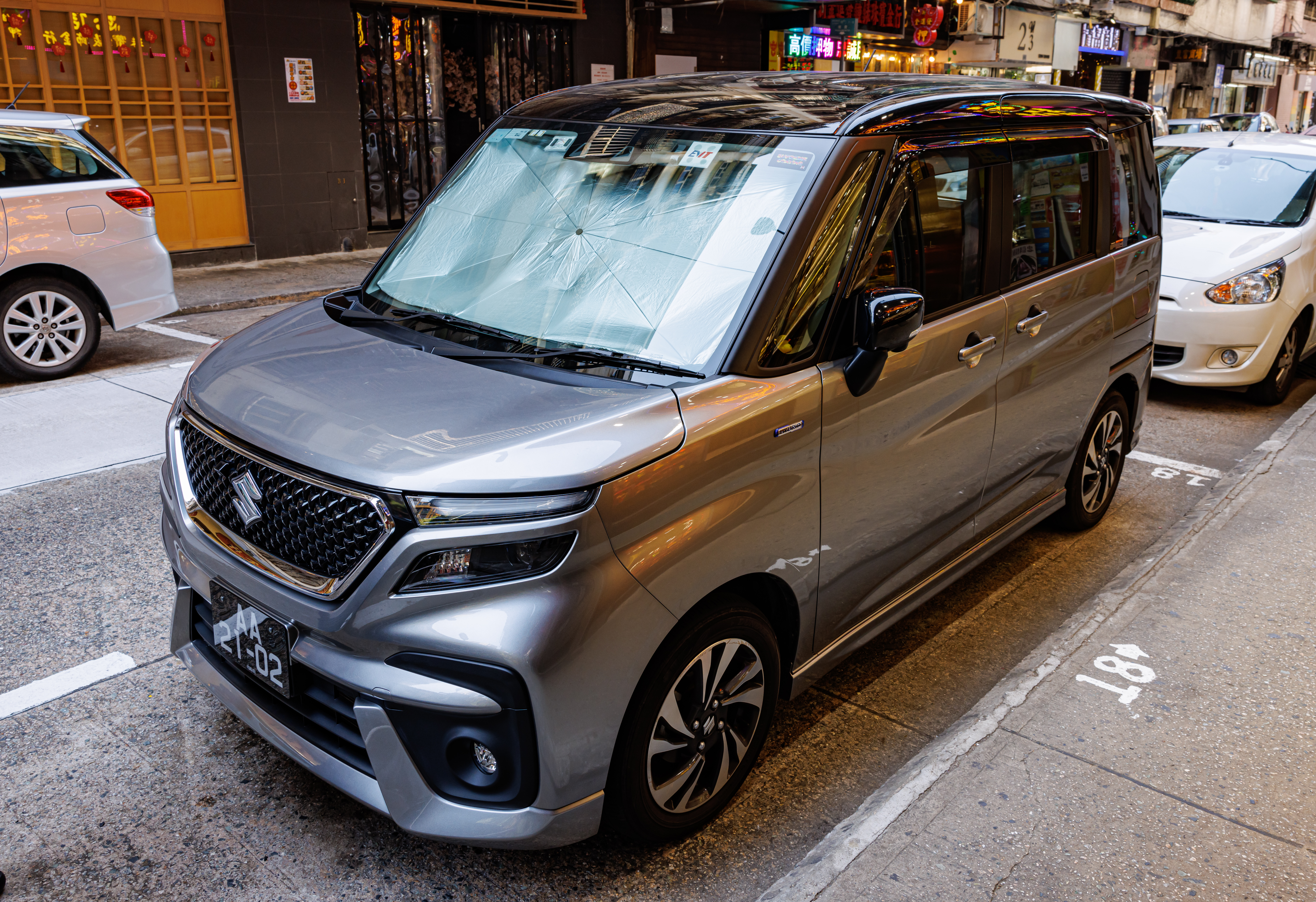

## 外部連結
- 香港官方網站 （页面存档备份，存于）
- （日語）日本官方網站 （页面存档备份，存于）